# UC AlbinoLeffe
Unione Calcio AlbinoLeffe, zkráceně jen AlbinoLeffe je italský fotbalový klub hrající v sezóně 2024/25 ve 3. italské fotbalové lize sídlící ve městě Albino a Leffe v regionu Lombardie.
Klub vznikl 2. července 1998 sloučením klubů z dvou měst, Albinese Calcio a Società Calcio Leffe. Ze začátku klub hrával ve čtvrté lize, ale sezonu 2003/04 už hraje ve druhé lize. Nejlepšího umístění klub dosáhl v sezoně 2007/08 když skončil na 4. místě a v play off prohrál ve finále s US Lecce při celkovém skóre 1:2.

## Změny názvu klubu
- 1998/99 – UC AlbinoLeffe (Unione Calcio AlbinoLeffe)

## Účast v ligách
| Úroveň soutěže | Název soutěže (nynější název) | První hraná sezona | Poslední hraná sezona | celkem odehraných sezon |
| -------------- | ----------------------------- | ------------------ | --------------------- | ----------------------- |
| 2              | Serie B                       | 2003/04            | 2011/12               | 9                       |
| 3              | Serie C                       | 1999/00            | 2024/25               | 17                      |
| 4              | Serie D                       | 1998/99            | 1998/99               | 1                       |

## Fotbalisté

### Historické statistiky
| Počet utkání | Počet utkání     | Počet utkání |  | Počet branek | Počet branek      | Počet branek |
| Pořadí       | Jméno            | Počet        |  | Pořadí       | Jméno             | Počet        |
| 1.           | Mirco Poloni     | 323          |  | 1.           | Roberto Bonazzi   | 49           |
| 2.           | Ivan Del Prato   | 315          |  | 2.           | Jacopo Manconi    | 47           |
| 3.           | Pierre Regonesi  | 291          |  | 3.           | Marco Cellini     | 46           |
| 4.           | Ruben Garlini    | 269          |  | 4.           | Francesco Ruopolo | 43           |
| 5.           | Damiano Sonzogni | 263          |  | 5.           | Christian Araboni | 39           |

### Rekordní přestupy
| Nákup  | Nákup              | Nákup     | Nákup    | Nákup           |  | Prodej | Prodej             | Prodej    | Prodej   | Prodej        |
| Pořadí | Jméno              | sezona    | klub     | částka          |  | Pořadí | Jméno              | sezona    | klub     | částka        |
| 1.     | Francesco Renzetti | 2008/2009 | Janov    | 0,750 mil. Euro |  | 1.     | Federico Marchetti | 2008/2009 | Cagliari | 6,7 mil. Euro |
| 2.     | Karamoko Cissé     | 2008/2009 | Atalanta | 0,7 mil. Euro   |  | 2.     | Andrea Belotti     | 2014/2015 | Palermo  | 5,5 mil. Euro |
| 3.     | Santos             | 2006/2007 | Monza    | 0,640 mil. Euro |  | 3.     | Davide Possanzini  | 2004/2005 | Palermo  | 1,9 mil. Euro |